# Fiorde de Trondheim
O Fiorde de Trondheim (em norueguês:  Trondheimsfjorden) é um fiorde da Noruega situado no centro da costa atlântica do país.

É o terceiro maior fiorde da Noruega, com um comprimento de 130 km, entre o farol de Agdenes e a comuna de Steinkjer. A sua profundidade máxima é 578 m, na proximidade de Agdenes.

No interior deste fiorde estão situadas as ilhas de Tautra e de Ytterøy, na margem sul,  a cidade de Trondheim e no extremo norte a cidade de Steinkjer.